# 靜安區圖書館聞喜路館
靜安区图书馆聞喜路馆，位于中華人民共和國上海市靜安區聞喜路800号，前身是上海市閘北區圖書館分館，成立於2012年11月20日。建筑面积为4800㎡，共三层。閘北區與靜安區合併後，該圖書館更名為靜安区图书馆聞喜路馆。

## 主要設施
- 一楼：一体化的图书借阅室；
- 二楼：少儿馆、活动小舞台、全国文化信息共享工程观摩厅；
- 三楼：报刊杂志阅览室、多功能厅、商务印书馆版本主题馆、专家研究室、会议室。

## 特色
商务印书馆版本主题馆：位于闻喜路馆3楼。通过征集、拍卖、捐赠等方式收藏商务印书馆旧版图书、实物、图片资料，填补了这一主题的空白。为专业研究性读者提供阅读服务，为静安乃至上海研究出版工作提供史料支撑。

## 照片集錦

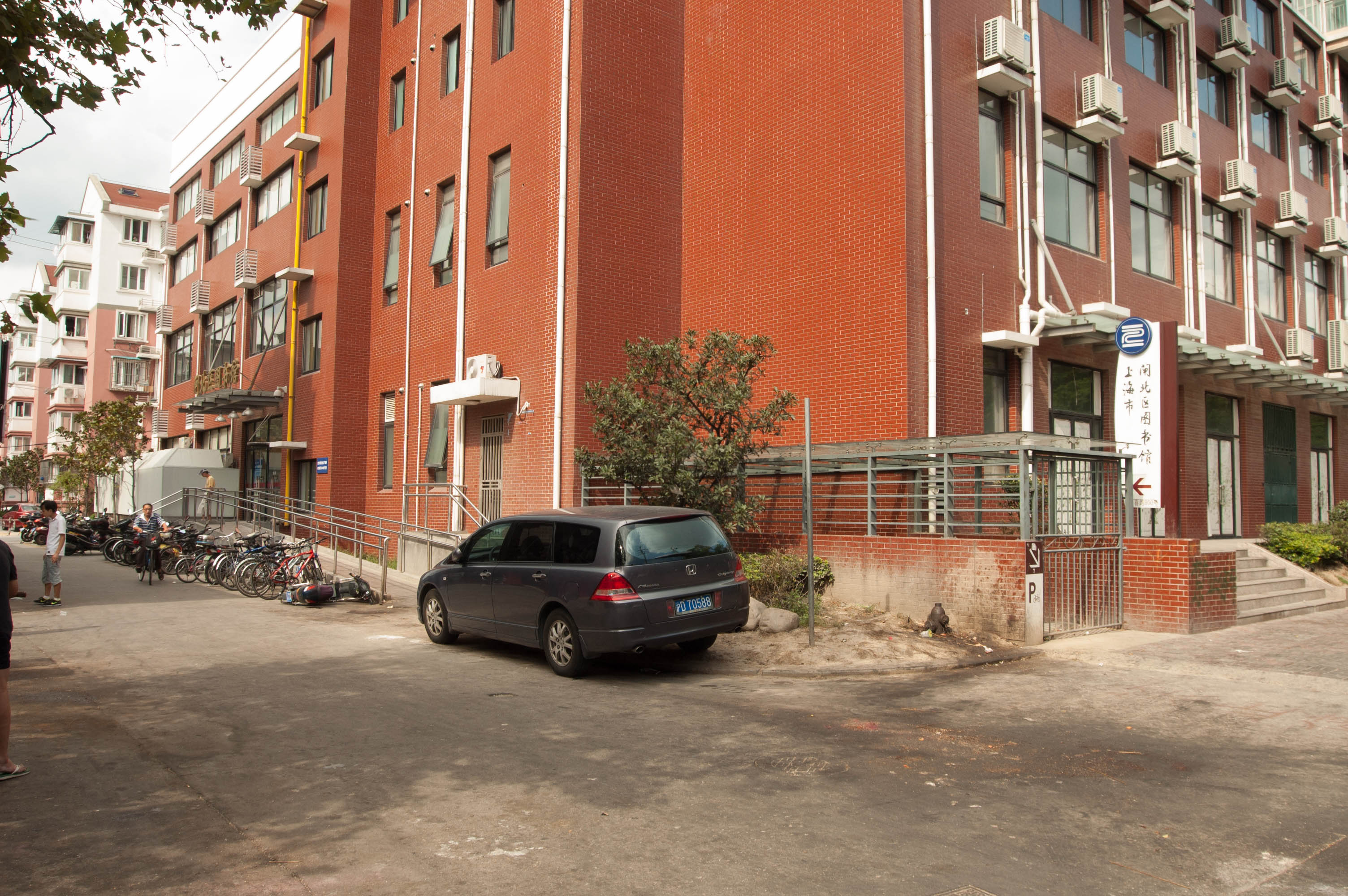
正门
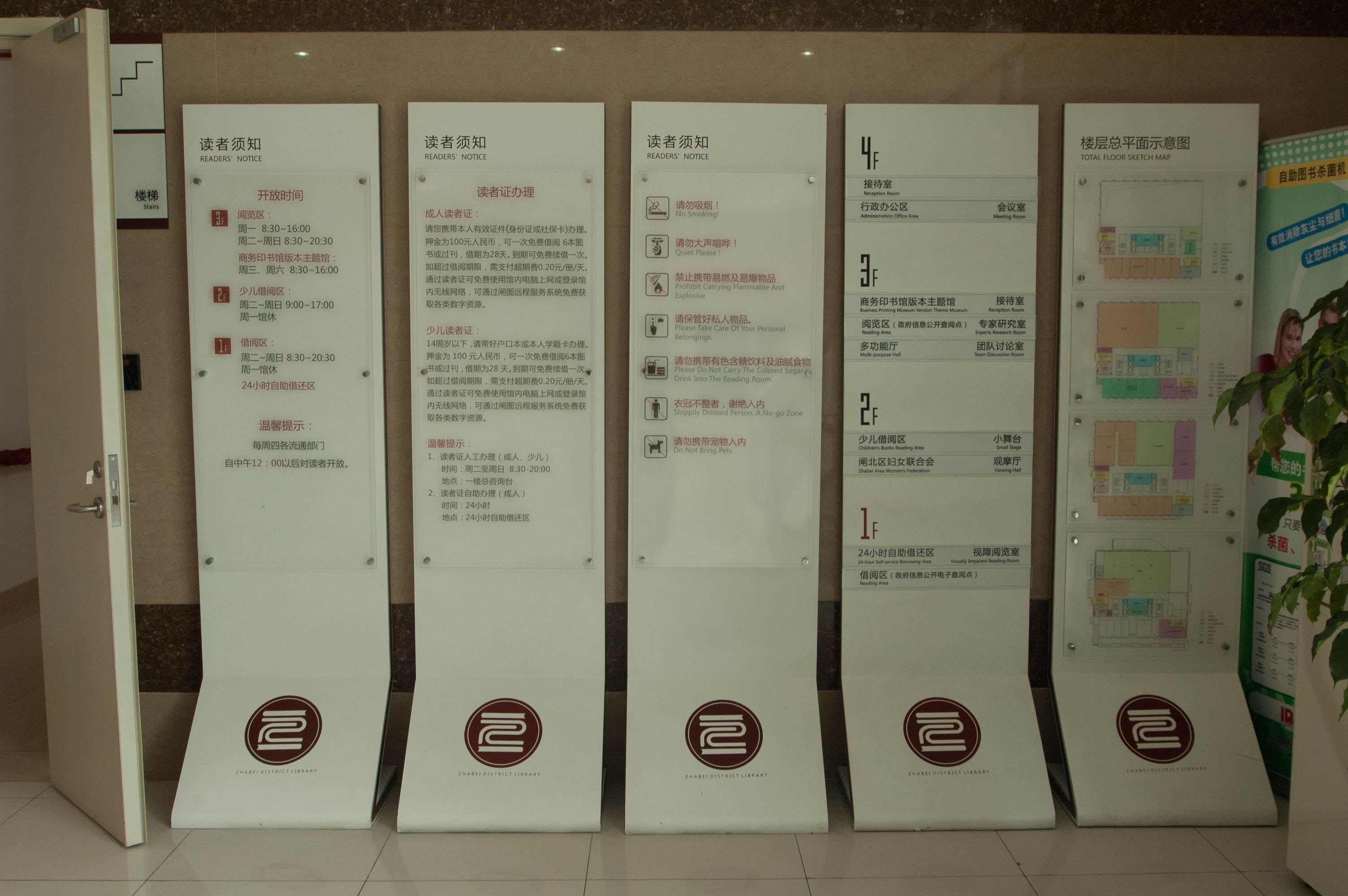
导览图
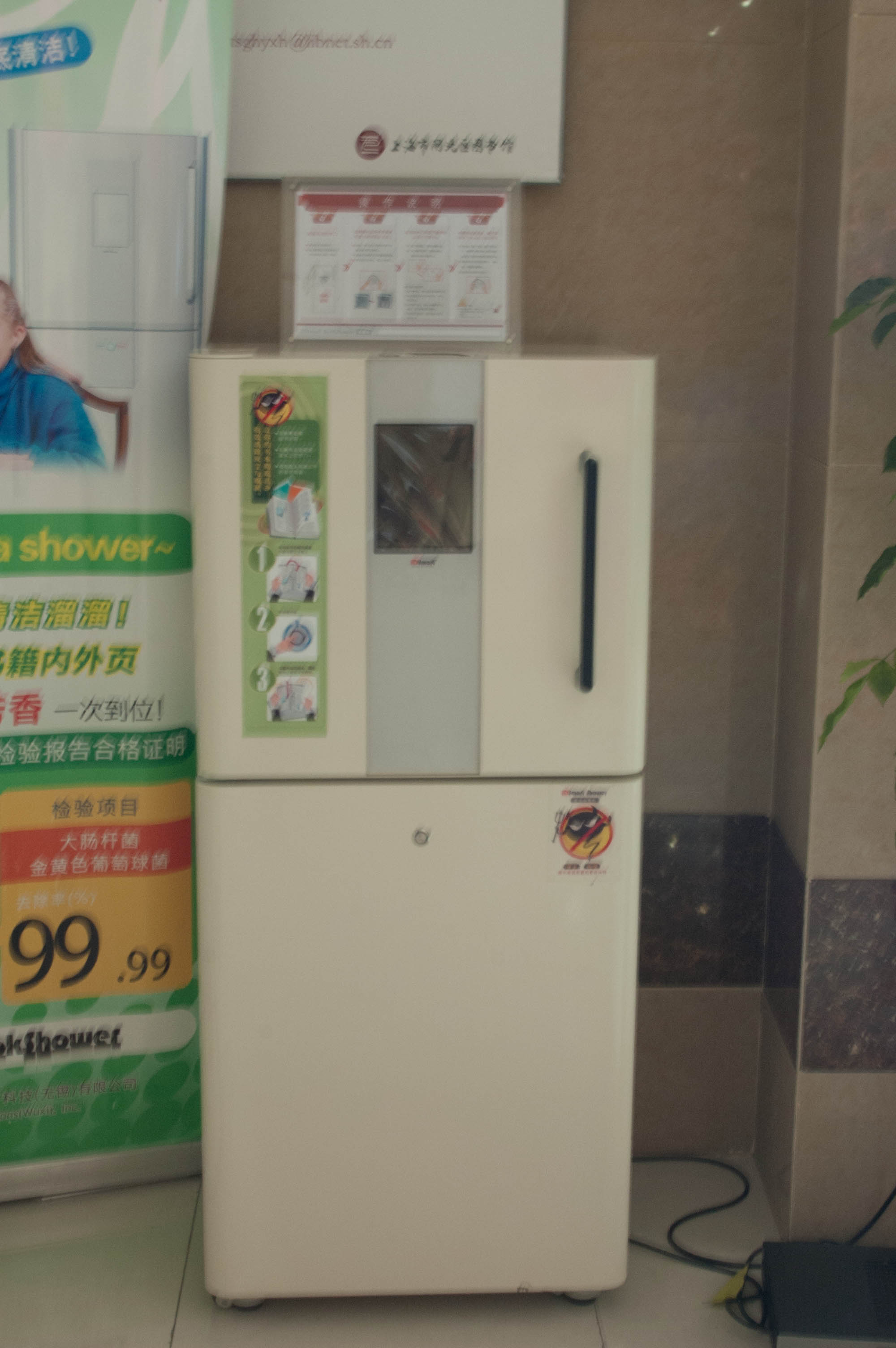
1F书籍消毒器
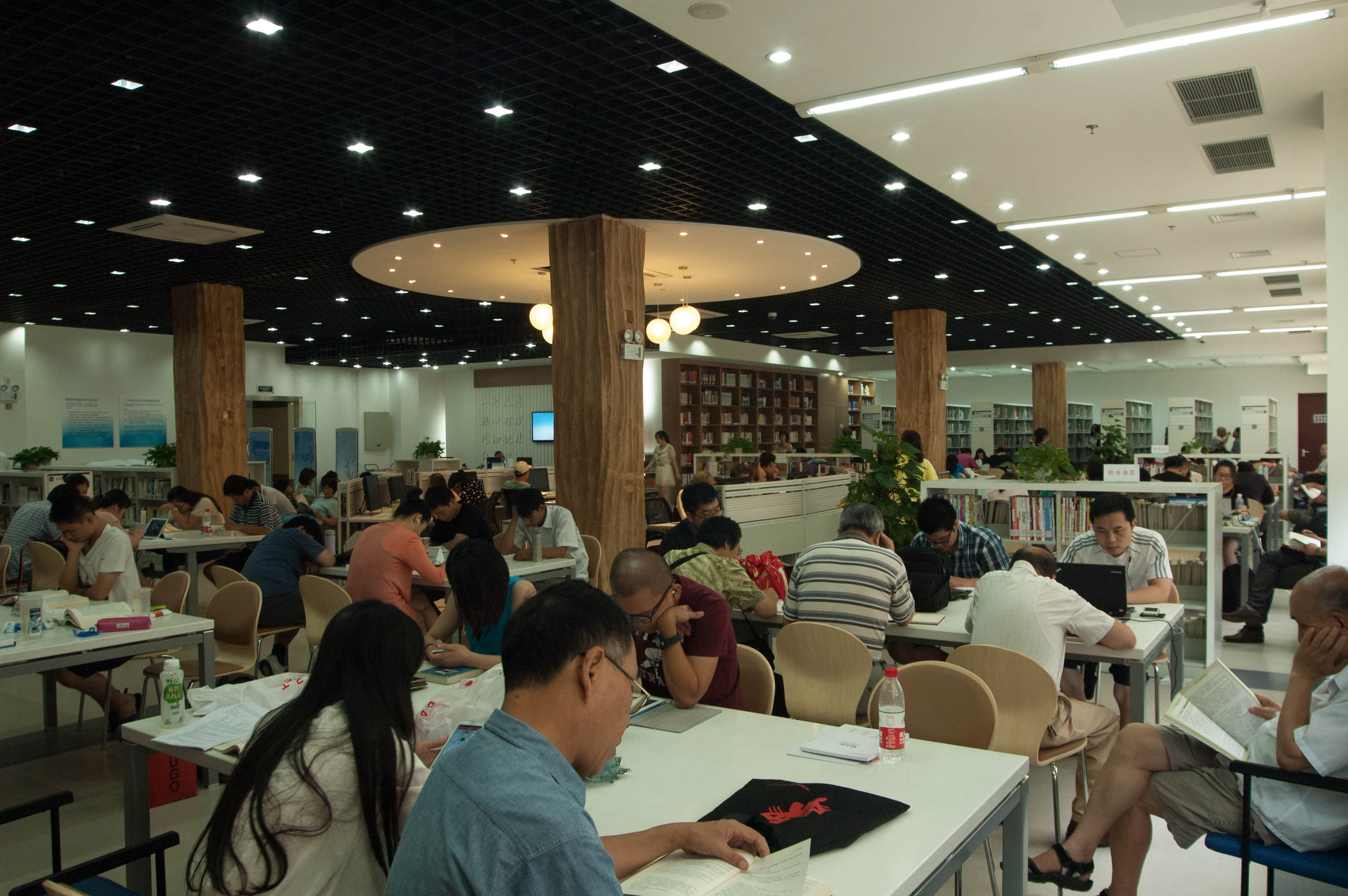
1F借阅室
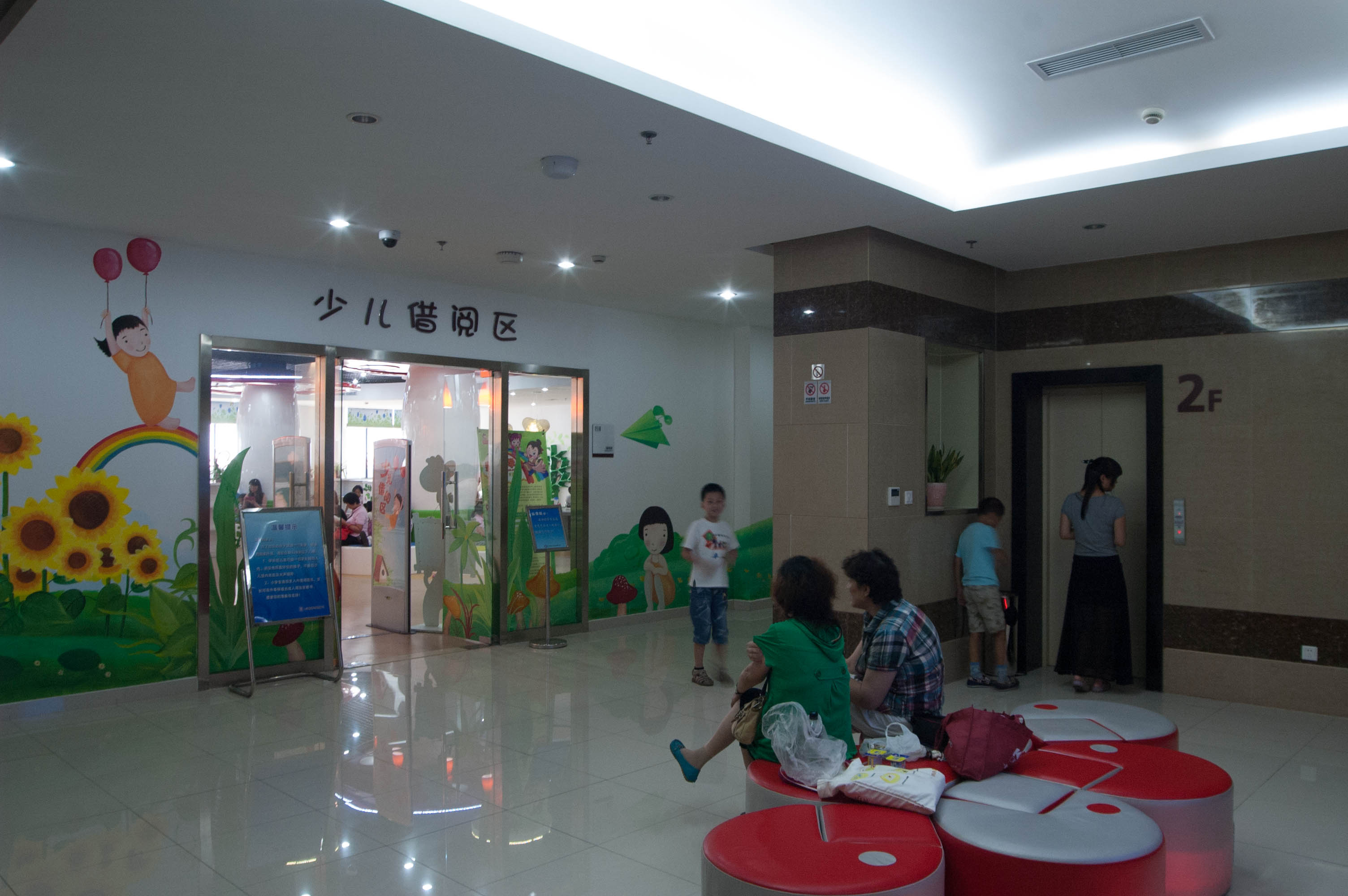
2F少儿借阅室门口
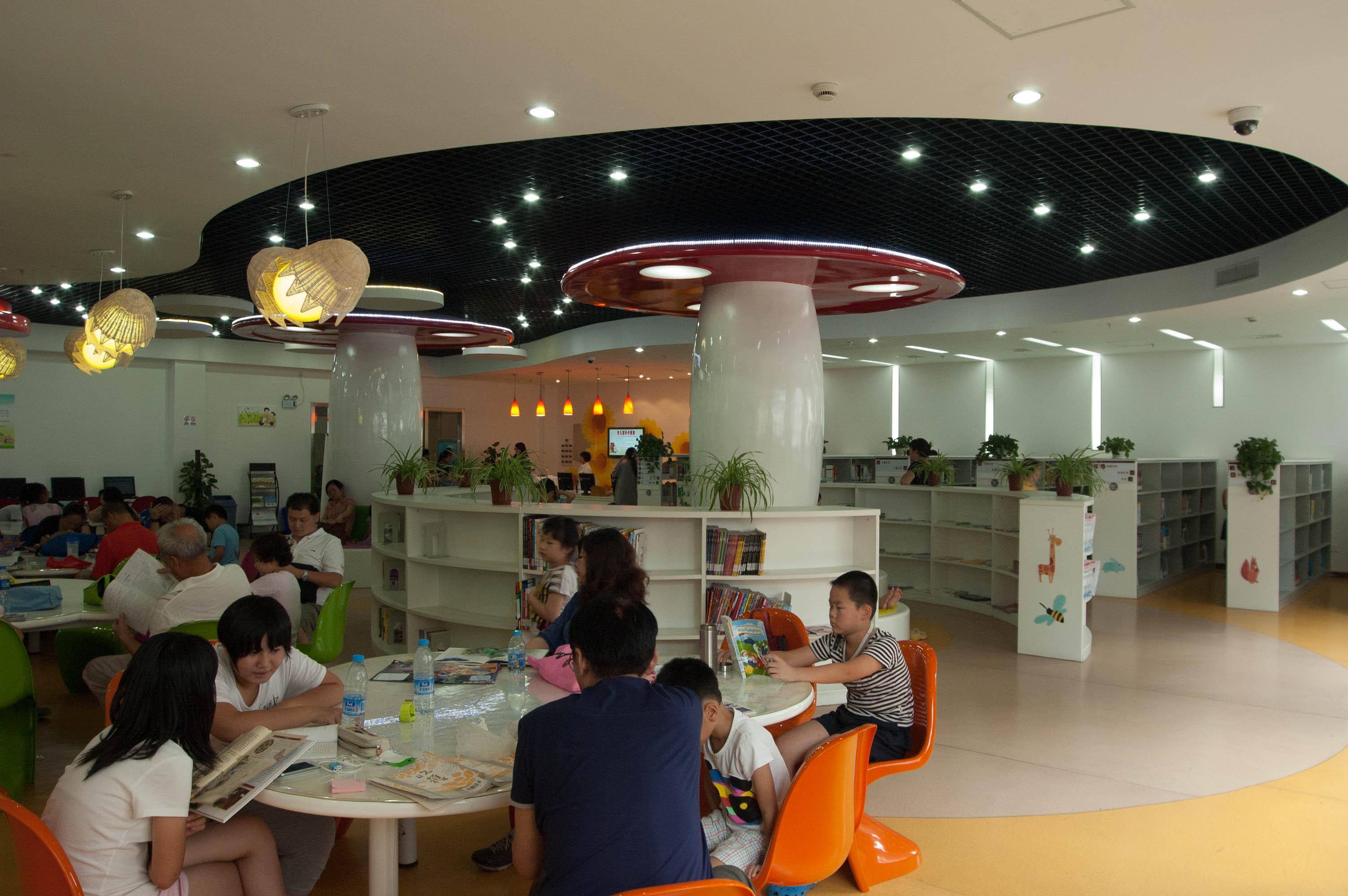
2F少儿借阅室內部
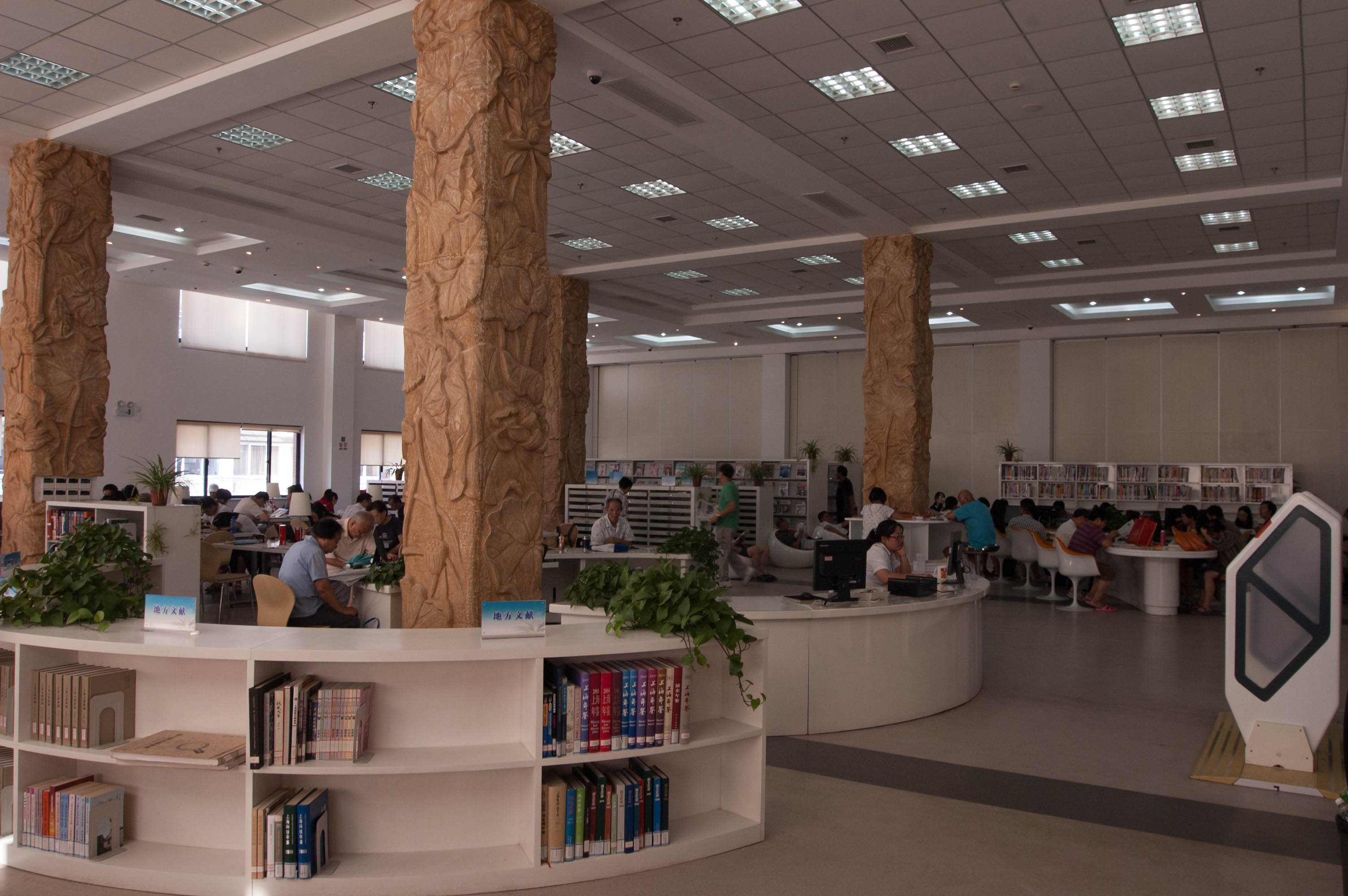
3F报刊阅览室

## 交通

### 地铁
- 上海轨道交通1号线 彭浦新村站

### 公交
- 04线、951路：闻喜路平顺路站
- 46路、95路、110路、151路、206路、312路、322路、705路、741路、832路、849路、862路：共和新路闻喜路站